# Aeroportul Umiujaq
Aeroportul Umiujaq (IATA: YUD, ICAO: CYMU) este un aeroport din Umiujaq⁠(d), Kativik Regional Government⁠(d), Nord-du-Québec⁠(d), Provincia Québec, Canada.
Situat la o altitudine de 77 m, aeroportul dispune de o singură pistă.